# Матвейцево (Некрасовский район)
Матвейцево — деревня в Некрасовском районе Ярославской области. Входит в состав сельского поселения Красный Профинтерн.

## География
Находится в восточной части Ярославской области на расстоянии приблизительно 10 км на север-северо-запад по прямой от административного центра района поселка Некрасовское в левобережной части района.

## История
В 1859 году здесь (деревня Даниловского уезда Ярославской губернии) было учтено 9 дворов.

## Население
Численность населения: 70 человек (1859 год), 17 (русские 100 %) в 2002 году, 18 в 2010.